# Грб Централноафричке Републике
Грб Централноафричке Републике је званични хералдички симбол афричке државе Централноафричке Републике. Грб је усвојен 1963. године. У периоду од 1976. до 1979. године, у употреби је био незнатно измењени грб Централноафричког царства.

## Опис
Грб се састоји од штита с чије је леве и десне стране по једна државна застава, а изнад се налази излазеће сунце. Изнад и испод штита су траке са геслима, а између доње траке и штита налази се медаља.
Горње гесло, „ZO KWE ZO“ у преводу са језика Санго значи „човек је човек“ или „сви људи су људи“. Доње гесло на француском језику у преводу значи „јединство, достојанство, рад“.
Слон и стабло баобаба у горњем делу штита представљају природна богатства и темељ државе. На средини штита се налази жута петокрака звезда са црним обрисом Африке у позадини, која симболизује положај Централноафричке Републике на континенту. Рука у доњем десном куту штита је симбол партије Покрет за социјалну еволуцију Црне Африке из 1963. године када је грб био усвојен. У доњем левом куту налазе се три дијаманта, симбол рудног богатства земље.
Медаља испод штита је почасно одликовање звано Орден заслуга за Централну Африку.
На ранијој верзији грба, унутар сунца се налазио натпис „1er DECEMBRE 1958”.